# ボギスラフ1世 (ポメラニア公)

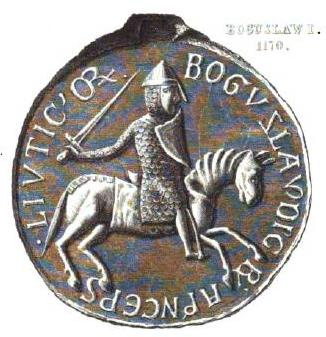
ボギスラフ1世のシール（1170年ごろ）

ボギスラフ1世（ドイツ語：Bogislaw I., 1130年ごろ - 1187年3月18日）またはボグスワフ1世（ポーランド語：Bogusław I）は、ポメラニア＝シュチェチン公（在位：1156年 - 1187年）。

## 生涯
父ヴァルティスラフ1世の死後、叔父ラティボル1世がポメラニアの統治を継承した。ボギスラフ1世が弟のカジミール1世とともにポメラニア公領の統治を引き継いだのは、1155年か1156年のラティボル1世の死後のことであった。ボギスラフ1世は兄として弟カジミール1世より優位にあり、コインにも王の称号を使用した。
1164年、ボギスラフ1世とカジミール1世は、オボトリート族の族長プリビスラフのザクセン公ハインリヒ獅子公に対する反乱を支援した。しかし、フェルヒェンの戦いで勝利を収めた後、ボギスラフ1世とカジミール1世はハインリヒの臣下となった。ボギスラフ1世は、ハインリヒ獅子公が1181年に追放されるまで忠実であり続けた。ハインリヒ獅子公の要請により、1168年にはカジミール1世とともに、ハインリヒと同盟を結んでいたデーン人によるリューゲン島征服に参加した。ハインリヒ獅子公と同様にボギスラフ1世らも戦利品を分配する際に戦果なく戻ったため、デーン人との対立が起こった。デンマーク王ヴァルデマー1世によるポメラニアへの数回の侵攻（これはデンマーク領の略奪に対する報復ともみなされた）の後、1177年にボギスラフ1世とカジミール1世は税金の支払いと引き換えに和平を手にした。
1177/8年にボギスラフ1世はウッカーマルクで最初の修道院であるグラムツォー修道院を創建した。
1180年、ボギスラフ1世の弟カジミール1世はおそらくブランデンブルク辺境伯オットー1世からデミーンを守る際に殺されたとみられ、これ以降ボギスラフ1世は単独で領地を統治した。1181年、リューベック近郊の帝国軍陣営に姿を現した際、皇帝フリードリヒ1世から「スラヴィニア公位」を与えられた。これを帝国諸侯への昇格とみなせるかどうかは不明である。また、「スラヴィニア」が正確にどの地域を指していたのかも不明である。
いずれにせよ、ボギスラフ1世は帝国直属であることを主張することはできなかった。デンマークと再び武力衝突が発生したが、デンマークの主権下にあったリューゲン公領に対する1184年のボギスラフの攻撃は失敗に終わった。1184年から1185年にかけての対デンマーク軍事作戦で勝利を収めた後、ボギスラフは1185年に最終的にデンマーク王クヌーズ6世に服従し、その臣下となった。おそらくボギスラフは領土の西部の一部をリューゲン公領に割譲しなければならなかったとみられる。
ボギスラフ1世は1187年に亡くなり、ウーゼドム近くの丘にあるグローベ修道院に埋葬された。公領は2度目の結婚で生まれた息子ボギスラフ2世とカジミール2世が継承した。

## 結婚と子女
ボギスラフ1世は最初にヴァルブルギス（1177年没）と結婚した。ヴァルブルギスの出自は不明であるが、デンマーク出身であったと考えられている。2人の間には2男が生まれたがいずれも父に先立ち死去した。
- ラティボル（1160年頃 - 1183年）
- ヴァルティスラフ2世（1160年頃 - 1184年）

ヴァルブルギスの死後、ボギスラフ1世はポーランド大公ミェシュコ3世の娘アナスタジヤと結婚した。1177年4月26日にボギスラフ1世がグニェズノに滞在したという記録がこの結婚に関係しているとも考えられている。2人の間には2男1女が生まれた。
- ボギスラフ2世（1177年頃 - 1220年） - ポメラニア公
- カジミール2世（1180年頃 - 1219年） - ポメラニア＝デミーン公
- ドブロスラヴァ（1187年以前 - 1226年頃）

1224年、未亡人であったアナスタジヤは、トレプトー・アン・デア・レーガ近くにプレモントレ会のマリエンブッシュ修道院を創建し、そこに居を構え、同修道院に埋葬された。アナスタジヤが最後に生存していたことが記されているのは1240年5月31日のことで、1242年6月24日以前に亡くなった。